# Epitaaf

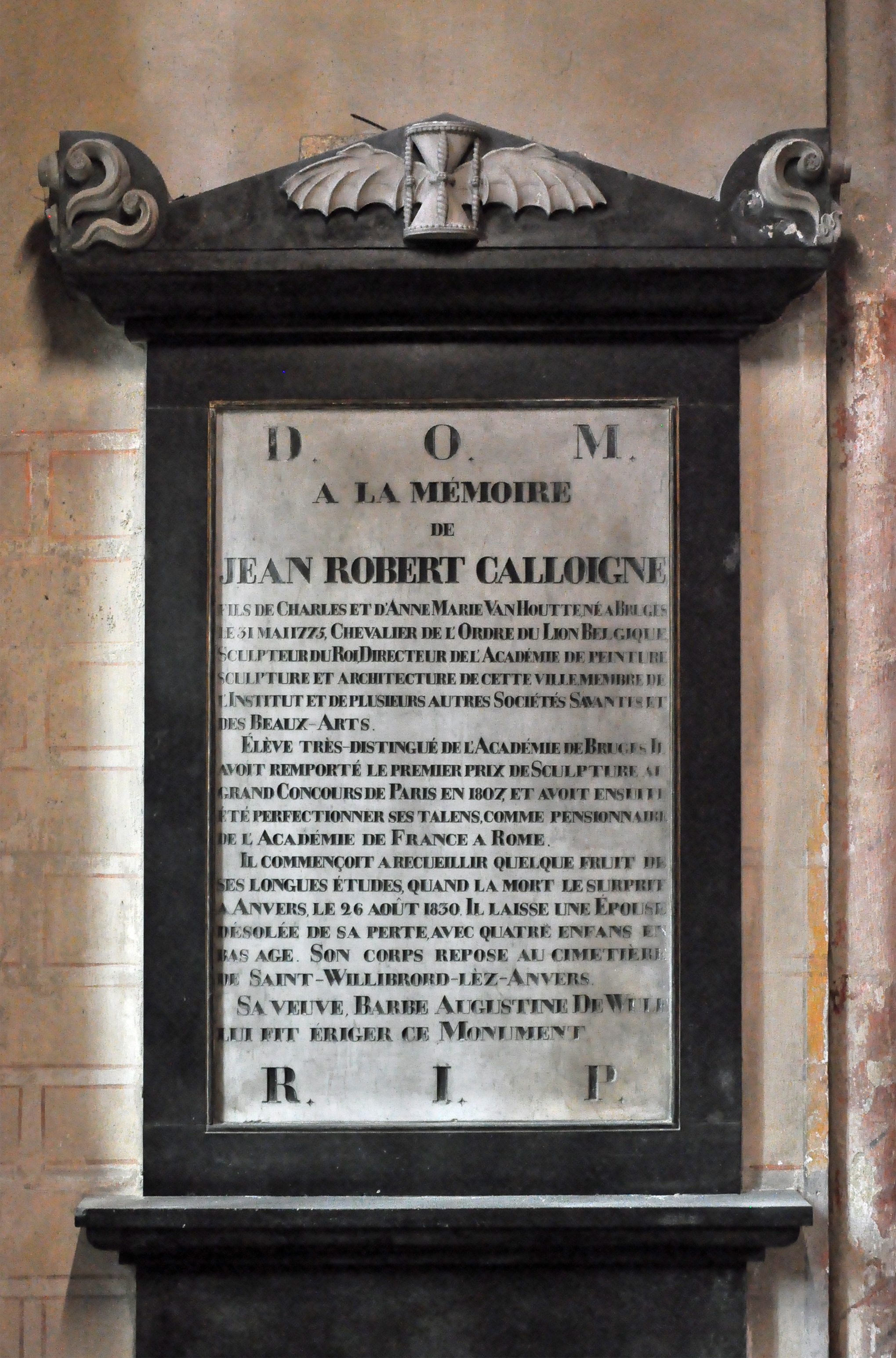
Epitaaf voor de Vlaamse kunstenaar Jan-Robert Calloigne (1775-1830) in de Sint-Salvatorskathedraal in Brugge

Een epitaaf (afgeleid van Grieks, epitaphios logos, rede bij dit graf) of memoriesteen is van origine een grafschrift. De term wordt ook in overdrachtelijke zin gebruikt, als een meestal lovende omschrijving van iets of iemand.

## Geschiedenis
Vanaf de 11e eeuw keerde het epitaaf terug en in versterkte mate vanaf de 16e eeuw. Soms ligt de steen met daarin de inscriptie op de grond, als zerk en is dan meestal kleiner. Het is zowel binnen als buiten in de kerk te vinden. De bedoeling van het epitaaf was om stil te staan bij de persoon, de dood of om de voorbijganger op te roepen tot gebed. Men nam in de 16e eeuw geen genoegen meer om anoniem te blijven en koos voor epitaafgraf. Dit is de tijd waarin de kunst van het lezen belangrijker wordt.
Sinds de 15e eeuw worden ook de rechtopstaande grafmonumenten die tegen een zuil of wand zijn geplaatst epitaaf genoemd. Een typisch voorbeeld is het epitaaf van Janne Colijns.
Soms wordt het opschrift 'D.O.M.' op een epitaaf aangetroffen. Dit een afkorting voor Deo optimo et maximo ofwel: 'de allerhoogste God gewijd' en is ook boven ingangen van sommige kathedralen te vinden.